# Carolyn P. Boyd
Carolyn P. Boyd (1944-19 de julio de 2015) fue un historiadora e hispanista estadounidense.

## Biografía
Nacida en La Jolla, un barrio de San Diego en 1944, fue catedrática de la Universidad de California en Irvine y miembro de la Society for Spanish and Portuguese Historical Studies. Falleció en Irvine, estado de California, en el verano de 2015.
Fue autora de obras como Praetorian Politics in Liberal Spain (The University of North Carolina Press, 1979) o  Historia Patria: Politics, History, and National Identity in Spain, 1875–1975 (Princeton University Press, 1997), entre otras. También fue editora de Religión y política en la España contemporánea (Centro de Estudios Políticos y Constitucionales, 2007).